# Noushin Ahmadi Khorasani
Noushin Ahmadi Khorasani é uma jornalista iraniana e ativista dos direitos das mulheres.
Noushin Ahmadi Khorasani é uma das fundadoras da "Campanha Um Milhão de Assinaturas para a Reforma de Leis Discriminatórias" 
Foi também fundadora do "Centro Cultural da Mulher" , o qual desde então vem sendo um centro de formadores de opinião, analisando e documentando o que se relaciona à mulher no Irã.
Em 2007, ao lado de Parvin Ardalan, foi sentenciada a três anos de prisão por "ameaçar a segurança nacional" com a a luta pelos direitos das mulheres. Outras quatro mulheres mais tarde receberam também a mesma sentença. 
Noushin Ahmadi também ao lado de outras 31 mulehres iranianas foi presa em 4 de março de 2007 pouco antes do dia de exibição. Noushin Ahmadi Khorasani escreveu vários livros sobre movimento feminista no Irã; em 2004 conquistou o prêmio "Latifeh Yarshater Award", oferecido pela "Fundação do Patroimônio Persa" por um livro sobre um líder político iraniano.

## Artigos publicados
- The “One Million Signature Campaign”: Face- to- face, Street- to- street
- Treating us Like Criminals! Pressures Increase on Activists Involved in the One Million Signatures Campaign
- Signed with an X
- Excerpts from "Three Generations of Women's Demands in Binds"
- The Two Storytellers of the Women’s Prison And the Imaginary Literature of the One Million Signatures Campaign
- The Government of Ahmadi-Nejad, Women’s Rights And the War of Civilisations
- Campaign for One Million signature’s demands and the government of Ahmadinejad
- Iranin Women's Calendar with chronology one Million Signature Campaign
- Interview with Nooshin Ahmadi
- Oral History- by Nooshin Ahmadi Khorasani
- Face-to-Face approach, the symbol of struggle in the One Million Signature Campaign
- Ten Days that Shook Iran: Green Movement and Women Movement
- How Social Movements Can Change Iran
- Interview with Simin Behbahani about Recent Attacks on Shirin Ebadi / by Noushin Ahmadi Khorasani
- Le mouvement des femmes face à la question,Dialogue avec Noushin Ahmadi Khorasani et Parastou Dokouhaki